# 2. perioda
Druhá perioda PSP obsahuje tyto prvky: lithium, beryllium, bor, uhlík, dusík, kyslík, fluor a neon. Valenční elektrony prvků 2. periody mohou být pouze v 2s a 2p orbitalech (tzn. nemohou excitovat do d orbitalu, což ovlivňuje jejich reaktivitu).
Všechny prvky této periody, s výjimkou beryllia a neonu, mohou tvořit dvouatomové molekuly.

## Trendy v periodické tabulce

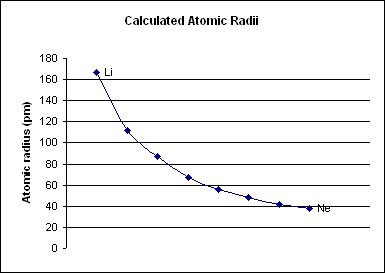
Vypočtené atomové poloměry prvků 2. periody v pikometrech

2. perioda je první periodou v periodické tabulce, ze které lze odvodit periodické trendy. 1. perioda, která obsahuje pouze dva prvky (vodík a helium), je příliš malá, než aby se z ní nějaké daly odvodit.
U všech prvků 2. periody se zvyšuje atomové číslo, klesá atomový poloměr prvků, zvyšuje se elektronegativita a ionizační energie.
V druhé periodě jsou pouze dva kovy (lithium a beryllium), což je nejmenší počet kovů v kterékoliv periodě kromě první, zároveň tato perioda obsahuje pět, tedy nejvíce, nekovů. Prvky v 2. periodě mají často extrémní vlastnosti typické pro své skupiny, například fluor je nejvíce reaktivní halogen, neon je nejvíce inertní vzácný plyn, a lithium je nejméně reaktivní alkalický kov.